# Taufic Guarch
Taufic Eduardo Guarch Rubio (Guadalajara, 4 ottobre 1991) è un calciatore messicano, attaccante del Matagalpa.

## Biografia
Proviene da una famiglia di origine cubana.

## Caratteristiche tecniche
È in possesso sia di un'ottima tecnica, sia di una notevole agilità nell'uno contro uno. Può ricoprire il ruolo di prima o seconda punta.

## Carriera

### Club

#### Dalle giovanili all'Espanyol in prestito
La sua carriera da calciatore professionista inizia nel 1995 quando milita per il Club de Fútbol América, ma sia l'allenatore e lo staff dirigenziale non crede nelle sue capacità calcistiche future, e così si trasferisce a Tepic, capitale dello stato messicano del Nayarit, per cercare più fortuna. Dopo aver militato in diverse selezioni giovanili viene notato, nel 2004 all'età di diciotto anni, dagli osservatori dell'Estudiantes Tecos che decidono di tesserarlo. Dopo svariati anni di militanza nelle giovanili del club di Guadalajara, compie il suo debutto ufficiale il 20 agosto 2010 nella vittoria, per 3-2, ai danni del San Luis. Disputa solo diciotto partite con la maglia giallorossa a causa del campionato nordamericano di calcio Under-20, disputatosi dal 4 sino al 17 aprile in Guatemala, con l'Under-20. Dopo il torneo viene notato dagli osservatori dell'Espanyol che decidono di tesserarlo, con la formula del prestito, per la stagione calcistica 2011-2012.

### Nazionale
Ha indossato per la prima volta la maglia del Tricolor nel 2011 in occasione del torneo CONCACAF Under-20 vinto, svoltosi in Guatemala dal 28 marzo al 10 aprile 2011. Durante il trofeo segna una tripletta il 1º aprile 2011 nel match vinto contro il Trinidad e Tobago. Dopo solo tre mesi partecipa, sempre con l'Under-20, al campionato mondiale di calcio Under-20 svoltosi in Colombia. Durante il torneo piazza una sola rete nel match contro la Corea del Nord, vinto con il risultato di tre reti a zero.

## Statistiche

### Presenze e reti nei club
Statistiche aggiornate al 19 dicembre 2011.
| Stagione        | Squadra           | Campionato      | Campionato | Campionato | Coppe nazionali | Coppe nazionali | Coppe nazionali | Coppe continentali | Coppe continentali | Coppe continentali | Altre coppe | Altre coppe | Altre coppe | Totale | Totale |
| Stagione        | Squadra           | Comp            | Pres       | Reti       | Comp            | Pres            | Reti            | Comp               | Pres               | Reti               | Comp        | Pres        | Reti        | Pres   | Reti   |
| --------------- | ----------------- | --------------- | ---------- | ---------- | --------------- | --------------- | --------------- | ------------------ | ------------------ | ------------------ | ----------- | ----------- | ----------- | ------ | ------ |
| 2010-2011       | Estudiantes Tecos | PD              | 18         | 0          | IL              | 0               | 0               | -                  | -                  | -                  | -           | -           | -           | 18     | 0      |
| 2011-2012       | Espanyol B        | TD              | 11         | 0          | -               | -               | -               | -                  | -                  | -                  | -           | -           | -           | 11     | 0      |
| Totale carriera | Totale carriera   | Totale carriera | 29         | 0          |                 | 0               | 0               |                    | -                  | -                  |             | -           | -           | 29     | 0      |

## Palmarès

### Club

#### Nazionale
- Campionato nordamericano di calcio Under-20: 1

2011